# Armoiries de l'Australie
Les armoiries de l'Australie sont le symbole officiel de l'Australie. Les armoiries initiales furent attribuées par le roi Édouard VII le 7 mai 1908, et la version actuelle a été décidée par le roi George V le 19 septembre 1912 bien que la version de 1908 continue à être utilisée en certaines circonstances, notamment sur la pièce de 6 pence jusqu'en 1966.

## Blasonnement
Écu parti de deux et coupé de un: au 1 : d'argent à la croix de gueules chargé d'un léopard d'or accompagné à chaque extrémité d'une étoile à huit branches du même ; au 2 : d'azur à cinq étoiles d'argent (une à huit branches, deux à sept branches, une à six branches, une à cinq branches) formant la Croix du Sud accompagnée en chef d'une couronne impériale ; au 3 : d'argent à la croix de Malte d'azur, une couronne impériale brochante sur le tout ; au 4 : d'or au cassican flûteur de sable à dos argenté dressé et perché ; au 5 : d'or au cygne de sable contourné ; au 6 : d'argent au lion passant de gueules; le tout à la bordure d'hermine.
L'écu est sommé de l'Étoile de la fédération (étoile à sept branches gironnée d'or) reposant sur un tortil d'or et d'azur et est tenu à dextre par un kangourou au naturel, à senestre par un émeu au naturel.
La terrasse est composée de deux branches de mimosa doré fleuri au naturel, liées d'or et porte le nom du pays sur un listel : « AUSTRALIA ».

## Signification
L'écu est composé d'éléments représentants les six États d'Australie : la nouvelle-Galles du Sud, le Victoria, le Queensland, l'Australie-Méridionale, l'Australie-Occidentale et la Tasmanie.
La bordure d'hermine représente la fédération des États australiens au sein du Commonwealth.
L'Étoile de la fédération a sept branches, une pour chacun des États (la septième pour les territoires).
Le kangourou et l'émeu sont représentés, étant deux animaux endémiques à l'Australie et qui ont la réputation de ne pas être très aptes à reculer, symbolisant ainsi le progrès.

## Insigne du gouverneur général

Insigne du gouverneur général d'Australie

Il représente une branche de mimosa surmontée de la couronne royale britannique.